# Institut préparatoire aux études d'ingénieurs de Sfax
L'Institut préparatoire aux études d'ingénieurs de Sfax (arabe : المعهد التّحضيري للدّراسات الهندسيّة بصفاقس) ou IPEIS est un établissement universitaire tunisien dépendant de l'université de Sfax et fondé par le décret n°65 du 7 juillet 1992.

## Formation
L'IPEIS offre une formation préparatoire aux étudiants qui vont passer des concours nationaux pour intégrer les cycles de formation d'ingénieurs. Ces études préparatoires sont organisées à l'institut dans les filières suivantes :
- Mathématiques et physique (MP) ;
- Physique et chimie (PC) ;
- Biologie et géologie (PB) ;
- Technologie (PT).